# David Kilgour
David Kilgour (Winnipeg, 18 de febrero de 1941 - Ottawa, 5 de abril de 2022) fue un abogado, escritor, defensor de derechos humanos y político canadiense miembro del Consejo Privado de la Reina para Canadá.

## Biografía
Se graduó en economía en la universidad de Manitoba en 1962 y en la escuela de Derecho de la universidad de Toronto en 1966. Pasando por su abogacía de la Corona en el norte de Alberta, hasta su participación como ministro del Gabinete canadiense, Kilgour acabó sus 27 años de carrera en la Cámara de los Comunes de Canadá como un diputado independiente. Al comienzo de su jubilación,  era uno de los miembros del parlamento más veteranos y uno de los escasos que había sido elegido tanto por el Partido Conservador Progresivo como por el Partido Liberal.

## Libros
- Uneasy patriots: Western Canadians in confederation (en inglés). 1988.
- Inside Outer Canada (en inglés). 1990.
- Betrayal: The spy Canada abandoned (en inglés). 1994.
- Uneasy Neighbours: Canada, The USA and the Dynamics of State, Industry and Culture (en inglés). 2007.
- Bloody Harvest: The Killing of Falun Gong for Their Organs (en inglés). 2009.

## Documentales
Apareció en Reinado rojo: La cosecha sangrienta de los prisioneros de China (2013), Cosecha humana (2014), y fue entrevistado en China Libre: El coraje de creer.